# Arcade (New York)
Arcade è un comune degli Stati Uniti d'America, situato nello Stato di New York, nella contea di Wyoming.